# Ulegyrie
Mit Ulegyrie (von altgriechisch Οὐλή oule, deutsch ‚vernarbte Wunde, Narbe‘ und altgriechisch γύρος gyros, latinisiert gyrus, deutsch ‚Drehung, Biegung, hier: Windung‘) wird ein frühkindlicher Hirnschaden bezeichnet, dessen Ursache und Form auf die besondere Blutversorgung der Gehirnoberfläche in der frühkindlichen Hirnentwicklung zurückzuführen ist.
Die Hirnwindungen (gyri) werden besser mit Blut versorgt als die in den Tiefen der Hirnfurchen (sulci) gelegenen Anteile der Gehirnoberfläche, so dass eine Hypoxie des frühkindlichen Gehirns zu einem Untergang des Gewebes in der Tiefe der Hirnfurchen und somit kleinen, atrophischen Hirnwindungen und breiten Hirnfurchen führt.
Die Ursache liegt in einer Ischämie, Hirnblutung oder Infektion in utero.
Als Folge können epileptische Anfälle auftreten, eine Symptomatik, die mit der operativen Entfernung des zerebralen Narbengewebes – einer sog. Ulektomie – in Einzelfällen beseitigt werden kann.
Der Nachweis dieser Läsionen geschieht am besten mittels einer Magnetresonanztomographie (MRT).
Abzugrenzen sind andere Gyrierungs- und Migrationsstörungen wie Fokale kortikale Dysplasie oder Polymikrogyrie.